# 千禧新世界香港酒店

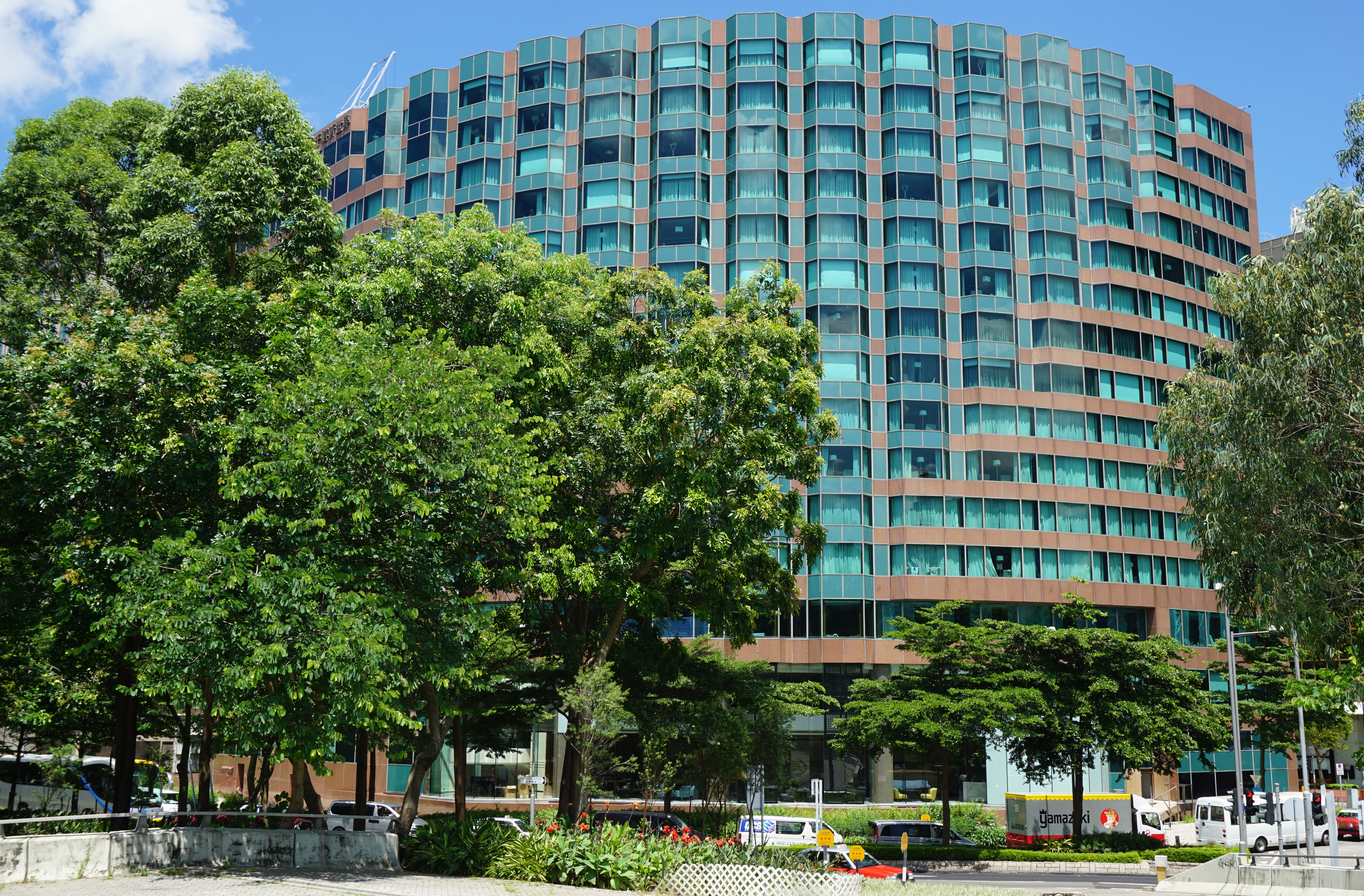
千禧新世界香港酒店東面

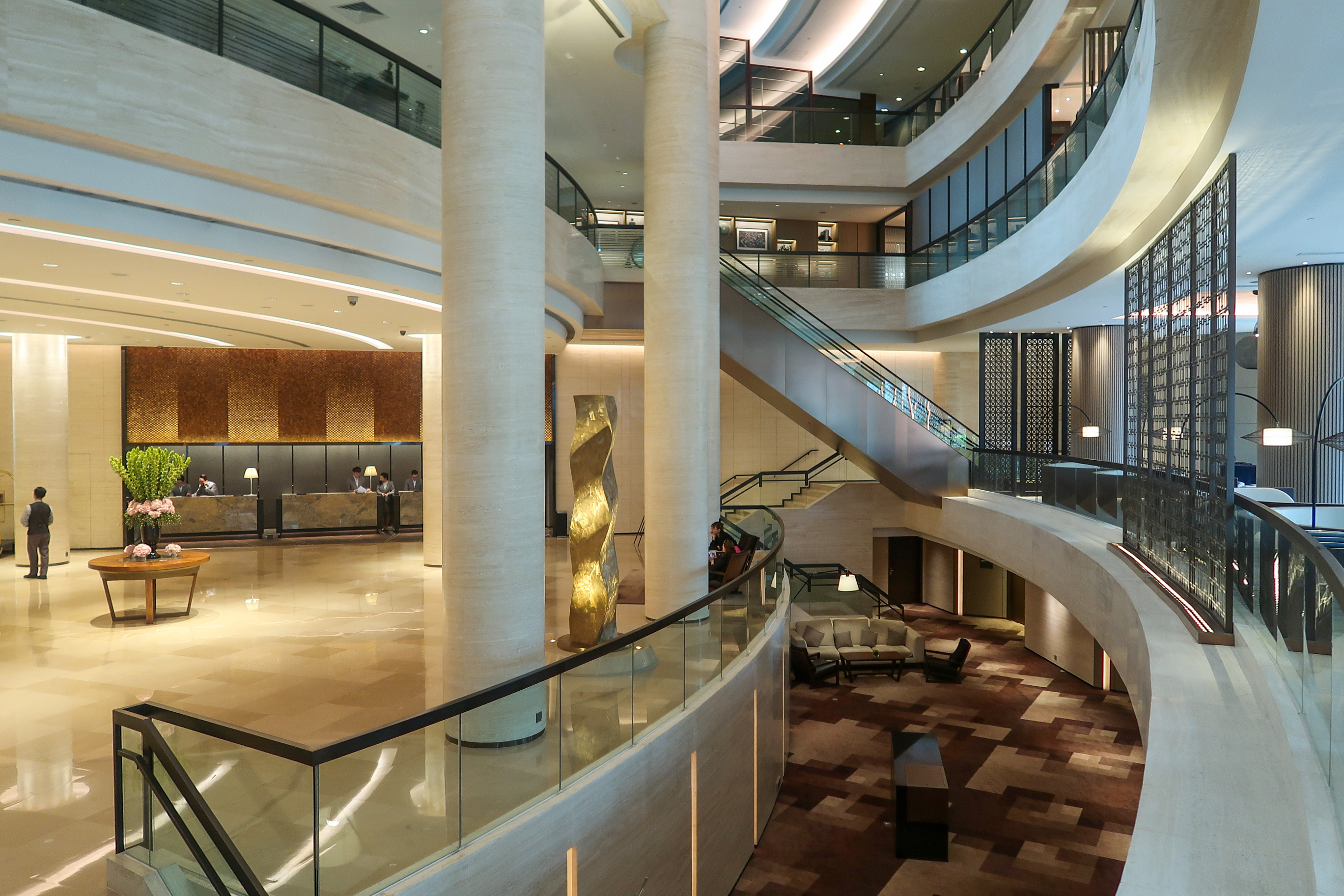
2016年翻新後的酒店大堂（2018年）

千禧新世界香港酒店（英語：New World Millennium Hong Kong Hotel）是香港的一間酒店，位於香港九龍尖沙咀東部麼地道72號，前身是於1988年4月開幕的香港日航酒店，共提供464間客房，部分客房均享有維多利亞港海景，步行往紅磡站只需7分鐘左右。如步行至尖沙咀鬧市區都只需7分鐘左右。
酒店用地於1984年11月進行拍賣，是為數不多可用新界乙種換地權益書，以支付地價的市區地皮之一。
該酒店物業原由富商曾文豪旗下的亞細安資源集團及新加坡財團豐隆集團共同擁有，由日航酒店管理。隨着2014年酒店新業主周大福集團入主，新的合資公司成立並管理酒店。
酒店於2014年7月1日由原稱香港日航酒店（英語：Hotel Nikko Hongkong）正式易名為千禧新世界香港酒店（英語：New World Millennium Hong Kong Hotel），並改由瑰麗酒店集團（前稱新世界酒店集團）與千禧國敦酒店集團合資的 管理酒店。瑰麗酒店集團除了「瑰麗」（Rosewood） 品牌，亦擁有「新世界」作為品牌，而「千禧」則為千禧國敦酒店集團的品牌。2015年周大福集團更從孫公司新世界中國地產私有化瑰麗酒店集團。故此，新世界發展與千禧新世界香港酒店，除了同由周大福集團擁有，並無其他關係。
酒店於2016年10月完成翻新客房、大堂、大堂酒廊及宴会活动场地。

## 酒店設施
- 會議室
- 商務中心
- IDD電話
- DDD電話
- 洗衣服務
- 殘疾人客房
- 室外游泳池
- 健身中心
- 桑拿浴室

## 餐廳
- LA TABLE FRENCH BRASSERIE
- THE LOUNGE
- CAFÉ EAST
- RESIDENCE LOUNGE & BAR
- 桃里中菜廳
- 嵯峨野日本餐廳
- 嵐山鐵板燒

## 圖像

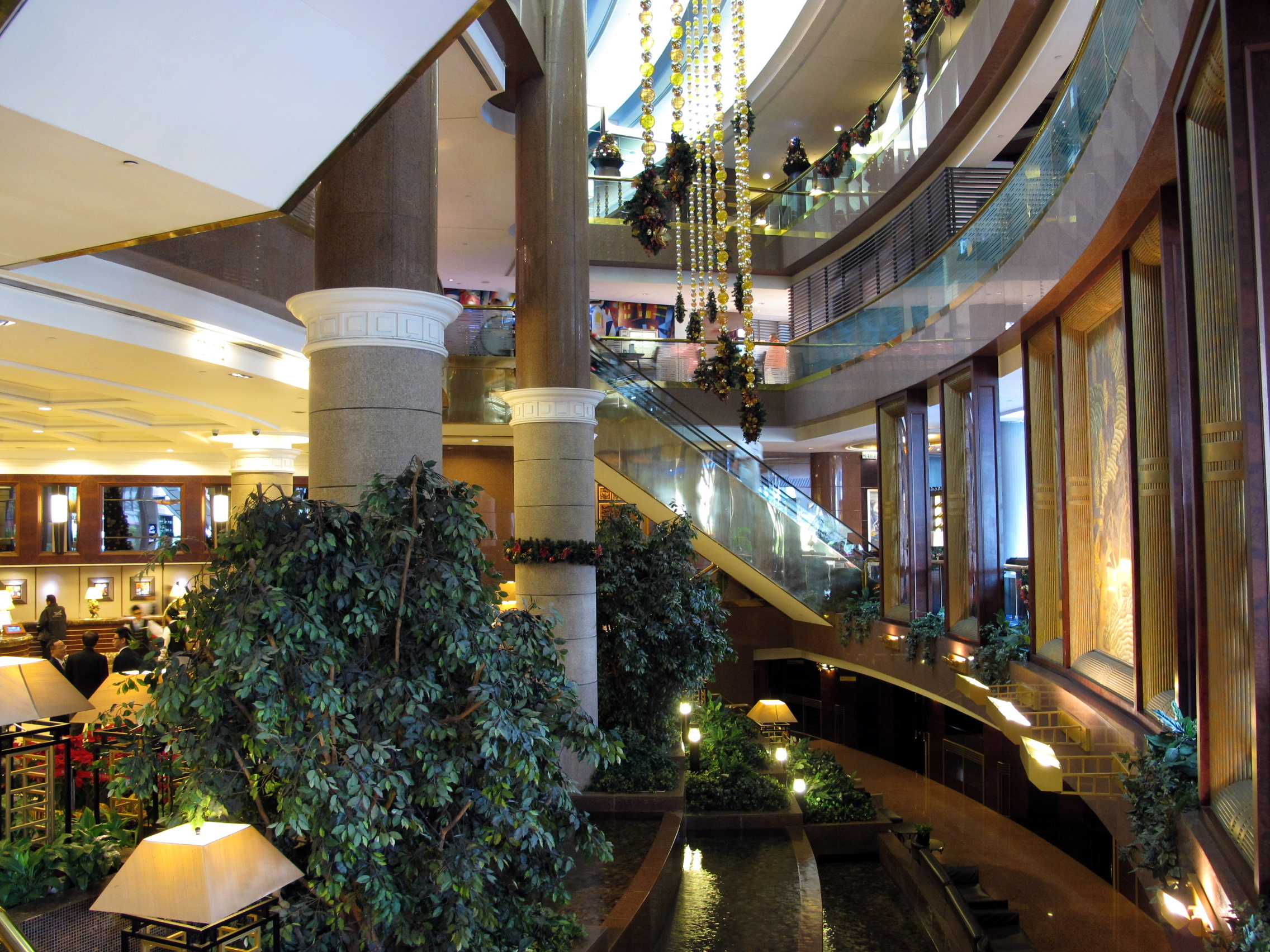
翻新前的酒店大堂（2012年）

## 外部連結
- 千禧新世界香港酒店網站

22°17′58.1″N 114°10′47.1″E / 22.299472°N 114.179750°E